# Gabriella Rácz
Gabriella Rácz (* 27. Juli 1959 in Mernye) ist eine ungarische Germanistin.

## Leben
Gabriella Rácz besuchte von 1965 bis 1973 die Grundschule in Mernye und danach von 1973 bis 1977 das 
Mihály-Munkácsy-Gymnasium in Kaposvár, an dem sie das Abitur machte. Von 1977 bis 1981 studierte sie die Fächer Deutsch und Musik an der Pädagogischen Hochschule in Pécs. Von 1993 bis 1995 studierte sie Deutsche Sprache und Literatur an der Philosophische Fakultät der Janus-Pannonius-Universität in Pécs. Von 1997 bis 2004 absolvierte sie ein Promotionsstudium im Bereich Literaturwissenschaft am Germanistischen Institut der Loránd-Eötvös-Universität in Budapest. Gabriella Rácz arbeitet als Dozentin am Institut für Germanistik und Translationswissenschaft der Pannonischen Universität in Veszprém.
Ein besonderes Forschungsgebiet von ihr ist der Bereich Literatur und Musik. Sie untersucht Erscheinungsformen von Musik in literarischen narrativen Texten. Weiterhin ist sie Mitherausgeberin der Zeitschrift für Mitteleuropäische Germanistik (ZMG).

## Schriften (Auswahl)
- „Kunstvolle Maskerade“: Modernität und Epigonalität in Arnold Zweigs ‚Die Novellen um Claudia‘. Untersuchungen zur Erzählstruktur. Veszprém 2005, ISBN 3-7069-0338-5.
- mit László V. Szabó (Hrsg.): „Schöne Welt, wo bist du?“. Studien zu Schiller anlässlich des Bizentenars seines Todes. Veszprém 2006, ISBN 3-7069-0409-8.